# دنگه‌لی (گوله)
دنگه‌لی (به ترکی استانبولی: Dengeli، به ارمنی: Աբուռ) یک منطقهٔ مسکونی در ترکیه است که در گوله (شهر) واقع شده‌است.